# Irene Crespin
Irene Crespin (OBE; Melbourne, 12 de novembro de 1896 – Camberra, 2 de janeiro de 1980) foi uma paleontóloga e pesquisadora australiana.
Ganhadora da Medalha Clarke de 1957, o foco do trabalho de Irene era na micropaleontologia, ramo onde fez grandes contribuições estudando foraminíferos.

## Biografia
Crespin nasceu no subúrbio de Melbourne, em 1896. Era filha de Godwin George Crespin, um leiloeiro, e de Eliza Jane. Inicialmente, Crespin desejava seguir carreira na música. Mas seu interesse pela geologia surgiu no ensino médio, enquanto estudava na Mansfield Agricultural High School, por estímulo do diretor da instituição, o proeminente geólogo Charles Fenner.
Querendo ser professora, ela ingressou na Universidade de Melbourne, onde se formou em 1919. A decisão de seguir na carreira da geologia surgiu devido à influência do professor e paleontólogo Frederick Chapman, do Museu Nacional de Vitória, primeiro paleontólogo australiano da Commonwealth e, posteriormente, devido à uma palestra sobre o assunto no campus. Foi presidente do Conselho Estudantil em 1918.
Crespin continuou os estudos na pós-graduação e depois trabalhou para o Serviço Geológico de Vitória. Em 1927, tornou-se assistente de Chapman que trabalhava no Departamento de Interior, em uma força-tarefa federal que visava descobrir petróleo e minerais valiosos no interior do país. Crespin conduziu pesquisas paleontológicas no museu, fez várias viagens de campo e entrou em contato com diversos cientistas dentro e fora do país na busca por petróleo em território australiano.

## Carreira
Em 1936, Crespin substituiu Chapman como paleontóloga do departamento, o que a levou a trabalhar em Camberra. Entretanto, Crespin recebia metade dp salário de Chapman, tinha acesso a menos equipamento e menos espaço de pesquisa apenas por ser mulher. Em sua nova função, ela começou a examinar e a encontrar fósseis por toda a Austrália.
A mudança para Camberra também a colocou em contato com conselheiro geológico da Commonwealth, Walter George Woolnough. Em sua carreira, Crespin publicou cerca de 90 trabalhos, incluindo alguns dos mais importantes trabalhos relacionados a foraminíferos. Colaborou com mais de 20 outros artigos com vários cientistas.
Em 1939, Crespin viajou para Java e Sumatra, para discutir com palenontólogos a serviço do governo e da indústria, sobre os problemas que existiam com a correlação terciária na região do Indo-Pacífico. Crespin foi convidada a visitar os Estados Unidos em 1951 para discursar na Associação Americana de Geólogos do Petróleo e participar de uma viagem por três meses pelo país, a primeira vez que um australiano foi convidado a discursar para esse grupo. Foi relatado que a oposição a aceitá-la para este evento era forte por membros do governo, mas ela foi calorosamente recebida por geólogos em todos os Estados Unidos.
Em 1953, um incêndio de granes proporções destruiu os escritórios do Departamento de Recursos Minerais, onde Crespin trabalhava, o que destruiu muitos de seus trabalhos e livros. Em 1960, obteve o doutorado em ciências pela Universidade de Melbourne. Crespin se aposentou compulsoriamente em 1961, aos 65 anos, mas permaneceu trabalhando com um contrato temporário.

## Morte
Crespin morreu em 2 de janeiro de 1980, aos 83 anos, em Camberra.

## Legado
Crespin registrou um pouco de sua história de trabalho dentro da micropaleontologia na Austrália, em Ramblings of a Micropaleontologist, em 1975.
Uma rua no subúrbio de Camberra foi nomeada como Crespin Place em sua homenagem.
O Irene Crespin Prize for Palaeontology é concedido pela Universidade Nacional da Austrália por excelência em pesquisas de pós-graduação em paleontologia.

## Prêmios
- 1953, Medalha da Coroação da Rainha Isabel II[7]
- 1956, Royal Society of New South Wales Clarke Medal[7]
- 1957, Medalha Clarke[7]
- 1962, Prêmio do Mérito da Commonwealth Professional Officers' Association[7]
- 1969, Oficial da Ordem do Império Britânico (OBE)[7]
- 1973, Membro honorário da Associação Australiana e Neozelandesa para o Avanço da Ciência[7]